# ジェディックス
株式会社ジェディックスは東京都に本社を置くアパレルメーカー。
ブランドには、PINK HOUSE (ピンクハウス)、INGE BORG (インゲボルグ)、Karl Helmut (カールヘルム)、Ph Blue (ペーハーブルー)がある。